# Kiev Basket (vrouwenbasketbal)
Kiev Basket (Oekraïens: Київ Баскет) is een Oekraïense professionele damesbasketbalclub uit Kiev. De club speelde zijn thuiswedstrijden in het Veneto-Sport voor 1.500 toeschouwers.

## Geschiedenis
De club werd in november 2017 opgericht. Het nieuwe logo van het team, met een bij, werd onthuld terwijl werd aangekondigd dat de club een damesteam en twee herenteams zou hebben in het seizoen 2017/18. Het damesteam bestond uit de huidige Oekraïense kampioenen van TIM-SKOEF Kiev (Horobets, Skorbatjoek, Olkhovik, Krayevskaya), dat in 2017 op hield te bestaan vanwege de financiële problemen.
In het eerste seizoen 2011/18 werd Kiev Basket gelijk Landskampioen van Oekraïne. In 2019, 2021 en 2024 werden ze tweede. Kiev Basket won één keer de finale om de Beker van Oekraïne in 2025.

## Erelijst
- Landskampioen Oekraïne: 1
  - Winnaar: 2018, (2020)
  - Tweede: 2019, 2021, 2024
- Bekerwinnaar Oekraïne: 1
  - Winnaar: 2025
  - Runner-up: 2018, 2019, 2022

## Bekende (oud)-coaches
- Volodimir Kholopov (2017-2024)
- Olena Fedchenko (2022-heden)

## Bekende (oud)-spelers
- Vita Horobets
- Natalija Skorbatjoek
- Anna Olkhovik
- Olga Krayevskaya